# Люцифер Каларийский
Люцифе́р из Калья́ри, также Люцифе́р Калари́йский, Люцифе́р Каларита́нский и Люкифе́р Калари́сский (лат. Lucifer Calaritanus); Сан-Лючифе́ро (итал. San Lucifero — «святой Люцифер»; ум. 370 или 371) — епископ Кальяри на о. Сардиния (353—370/371), известный своей активной борьбой против арианства, христианский местночтимый святой. О нем в ряду с папой Либерием и Осием Испанским упоминает Афанасий Великий.
Личное имя Люцифер в данном случае никак не связано с Сатаной, поскольку оно было распространённым личным именем времён поздней Римской империи (доминат) и означало «светоносный, сияющий».

## Биография
Убеждённый сторонник Никейского Символа Веры, епископ Каралиса (современный Кальяри) Люцифер, вместе с священником Панкратием и диаконом Иларием в 354 году направлен папой Либерием, в качестве папского легата с миссией к императору Констанцию II с просьбой о созыве Вселенского собора для преодоления арианского спора. На состоявшемся в 355 году Миланском соборе он защищал Афанасия Александрийского и противостоял арианам так активно, что по наущению последних император Констанций II, симпатизировавший арианам, заключил Люцифера на три дня в своём дворце. Находясь во дворце, Люцифер акты собора подписать отказался, и столь активно спорил с императором, что был изгнан вместе со своими коллегами Евсевием, епископом Верчелли и Дионисием, епископом Милана сначала в Германику в Сирии Палестинской, затем в Елевферополь в Палестине, наконец в Фивы Египетские. В ссылку был направлен и Афанасий Александрийский. Из изгнания Люцифер писал императору страстные письма.
После смерти Констанция II к власти пришёл Юлиан. Люцифер был освобождён в 362 году. Несмотря на это, он не примирился с бывшими арианами. Возвращаясь из фиваидской ссылки, он в 362 году в Антиохии единолично посвятил в епископы  староникейца Павлина, и стал одним из организаторов так называемого «павлинианского раскола». Отказавшись примириться с покаявшимися арианами, «неистовый» Люцифер прервал отношения и с никейцами, и удалился в своё епископство, «довольствуясь общением с самим собой». Вокруг него образовалась небольшая группа единомышленников. Как можно предположить по произведениям Амвросия Медиоланского и Августина Блаженного, Люцифер был отлучён от церкви. Иероним Стридонский называет его последователей «люциферианами» — эта секта продолжала существовать до V века. В своём сочинении «Разговор против люцифериан»  (лат. «Altercatio Luciferiani et orthodoxi» — «Спор  между люциферианином и православным») Иероним собрал всё, что ему было известно о Люцифере и его секте.
Святой Люцифер умер около 370 года. День его памяти отмечается католиками 20 мая.

## Почитание

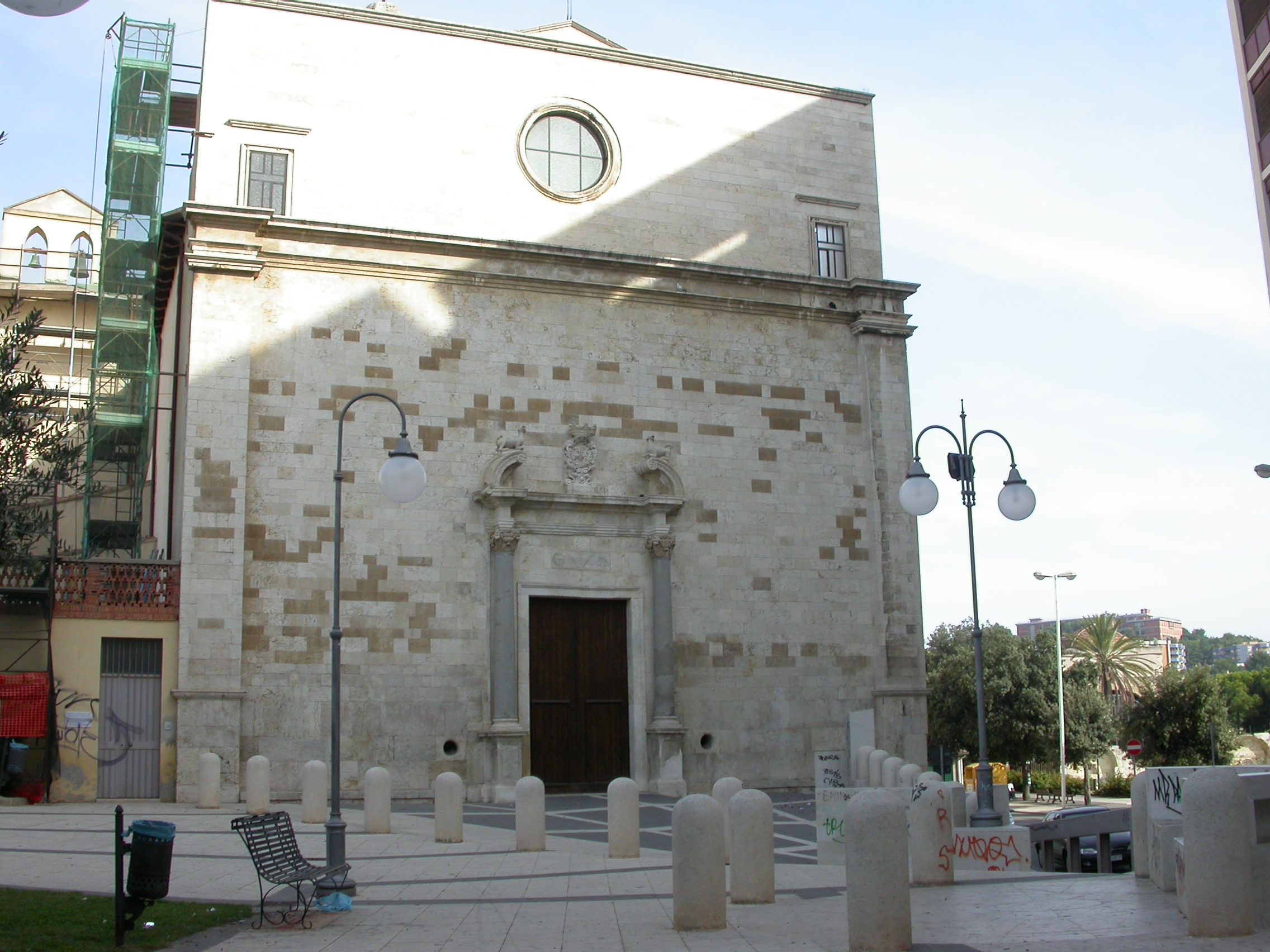
Церковь Святого Люцифера в Кальяри, Сардиния

Часовня в Кальярийском соборе посвящена Святому Люциферу. В ней погребена супруга короля Франции Людовика XVIII, Мария-Жозефина-Луиза Савойская.
Люцифер, умерший в расколе, не был официально канонизирован, и до XVII века оставался местночтимым святым в Кальяри. В 1623 по распоряжению архиепископа Кальяри дона Франсиско де Ескивеля гробница Люцифера была вскрыта при раскопках в районе базилики ди Сан-Сатурнино. На мраморной плите была надпись Hic iacet BM Luciferus arc(hi)epis(copus) callaritanus primarius Sardin(ia)e et Corcic(a)e fl s r me eclesiae que vixit annis LXXXI. K.Die XX mai. 24 июня 1623 его мощи были торжественно перенесены в святилище мучеников в кафедральном соборе города.
Впервые имя Люцифера из Кальяри было включено в календарь святых в 1625, в изданном Филиппо Феррари «Общем каталоге святых» (лат. Catalogus generalis sanctorum).
Включение имени Люцифера в церковный календарь вызвало полемику между сторонниками и противниками почитания его в качестве святого. В 1639 году архиепископ Кальяри Амброджо Мачин написал работу «Защита святости блаженного Люцифера» (лат. Defensio Sanctitatis beati Luciferi). В защиту Люцифера выступила конгрегация болландистов. Спор, тем не менее, продолжался, и 20 июня 1641 папа Урбан VIII постановил запретить публичное обсуждение этого вопроса, пока не будет принято официальное решение. Для большей убедительности папское постановление было доведено до сведения верующих с помощью местного отделения инквизиции.